# Joeri Gagarinstadion
Het Joeri Gagarinstadion was een multifunctioneel stadion in Varna, een stad in Bulgarije. 
Het stadion wordt vooral gebruikt voor voetbalwedstrijden, de voetbalclubs FC Spartak Varna en Tsjerno More Varna maakten gebruik van dit stadion. In het stadion is plaats voor 35.000 toeschouwers. Het stadion werd geopend in 1950, gesloten in 2007 en afgebroken in 2008. Het stadion is vernoemd naar Joeri Gagarin, een Russisch/Sovjetpiloot en kosmonaut en tevens de eerste mens in de ruimte. 
Nadat het werd afgebroken in 2008 werd er op dezelfde plek een nieuwe stadion gebouwd, het Nieuwe Varnastadion, dat zou in 2019 geopend moeten gaan worden.